# Governo Disraeli II
Il Governo Disraeli II è stato il ventiseiesimo Governo del Regno Unito, in carica dal febbraio 1874 all'aprile 1880. È stato il tredicesimo Governo durante il regno della regina Vittoria.

## Il gabinetto di governo
| Incarico                                                     | Nome                                             | Termine                     |
| ------------------------------------------------------------ | ------------------------------------------------ | --------------------------- |
| First Lord of the Treasury                                   | Benjamin Disraeli†                               | febbraio 1874–aprile 1880   |
| Lord Cancelliere                                             | Lord Hugh Cairns§                                | febbraio 1874–aprile 1880   |
| Lord Presidente del Consiglio                                | Charles Gordon-Lennox, VI duca di Richmond       | febbraio 1874–aprile 1880   |
| Lord Privy Seal                                              | James Howard Harris, III conte di Malmesbury     | febbraio 1874–agosto 1876   |
|                                                              | Benjamin Disraeli, I conte di Beaconsfield       | agosto 1876–aprile 1878     |
|                                                              | Algernon George Percy, VI duca di Northumberland | aprile 1878–aprile 1880     |
| Home Secretary                                               | Richard A. Cross                                 | febbraio 1874–aprile 1880   |
| Segretario di Stato per gli affari esteri e del Commonwealth | Edward Stanley, XV conte di Derby                | febbraio 1874–aprile 1878   |
|                                                              | Robert Gascoyne-Cecil, III marchese di Salisbury | aprile 1878–aprile 1880     |
| Segretario di Stato per le Colonie                           | Henry Herbert, IV conte di Carnarvon             | febbraio 1874–febbraio 1878 |
|                                                              | Sir Michael Hicks-Beach, baronetto               | febbraio 1878–aprile 1880   |
| Segretario di Stato per la Guerra                            | Gathorne Hardy‡                                  | febbraio 1874–aprile 1878   |
|                                                              | Sir Frederick Stanley                            | aprile 1878–aprile 1880     |
| Segretario di Stato per l'India                              | Robert Gascoyne-Cecil, III marchese di Salisbury | febbraio 1874–aprile 1878   |
|                                                              | Gathorne Gathorne-Hardy, visconte Cranbrook      | aprile 1878–aprile 1880     |
| Cancelliere dello Scacchiere                                 | Sir Stafford Northcote, baronetto                | febbraio 1874–aprile 1880   |
| Primo Lord dell'Ammiragliato                                 | George Ward Hunt                                 | febbraio 1874–agosto 1877   |
|                                                              | William Henry Smith                              | agosto 1877–aprile 1880     |
| President of the Board of Trade                              | Dudley Ryder, visconte Sandon                    | aprile 1878–aprile 1880     |
| Postmaster General                                           | Lord John Manners                                | febbraio 1874–aprile 1880   |
| Capo Segretario per l'Irlanda                                | Sir Michael Hicks-Beach, baronetto               | agosto 1877–febbraio 1878   |
|                                                              | non nel gabinetto di governo                     |                             |
| Leader della Camera dei Comuni                               | Benjamin Disraeli                                | febbraio 1874–agosto 1876   |
|                                                              | Sir Stafford Northcote, baronetto                | agosto 1876–aprile 1880     |
| Leader della Camera dei Lords                                | Charles Gordon-Lennox, VI duca di Richmond       | febbraio 1874–agosto 1876   |
|                                                              | Benjamin Disraeli, I conte di Beaconsfield       | agosto 1876–aprile 1880     |

† Conte di Beaconsfield dall'agosto 1876.

§ Conte Cairns dal settembre dal 1878.

‡ Visconte Cranbrook dal maggio 1878.
Note
- Il conte di Beaconsfield prestò servizio sia come First Lord of the Treasury che come Lord Privy Seal dall'agosto 1876 all'aprile 1878.

Cambiamenti
- agosto, 1876: Beaconsfield succede al conte di Malmesbury come Lord Privy Seal mentre rimane First Lord of the Treasury.
- agosto, 1877: George Wart Hunt muore e viene succeduto quale Primo Lord dell'Ammiragliato da William Henry Smith. Sir Michael Hicks-Beach, Capo Segretario per l'Irlanda, entra nel gabinetto di governo.
- febbraio, 1878: Sir Michael Hicks-Beach succede al conte di Carnarvon come Segretario per le Colonie. Il successore di Hicks-Beach quale Capo Segretario per l'Irlanda non è incluso nel gabinetto di governo.
- aprile, 1878: il duca di Northumberland succede al conte di Beaconsfield quale Lord Privy Seal; quest'ultimo rimane First Lord of the Treasury. Il marchese di Salisbury succede al conte di Derby come Segretario di Stato per gli Affari Esteri. Il visconte Cranbrook succede al marchese di Salisbury nell'incarico di Segretario per l'India. Sir Frederick Stanley succede a Cranbrook nell'incarico di Segretario di Stato per la Guerra.